# Inspektionsskibet Islands Falk
Islands Falk blev bygget på Helsingør Værft, med tegninger fra Orlogsværftet, søsat 1906 og udrustet i 1907. Maskineriet var på 1.100 HK.

## Tekniske data

### Generelt
- Længde: 56,0 m
- Bredde:  8,9 m
- Dybgang: 5,2 m
- Deplacement: 730 tons
- Fart: 13,0 knob
- Besætning: 63

### Armering
- Artilleri: 2 styk 75 mm kanoner og 2 styk 47 mm kanoner.

## Tjeneste
- Indgået i 1907. Tjeneste ved Island og Færøerne til 1921. Gjorde tjeneste ved Grønland i 1922-28, og var derpå igen i Nordatlanten og Nordsøen til 1931. Ved krigudbruddet i 1939 indgik Islands Falk i sikringsstyrken. Taget af tyskerne 29. august 1943 og anvendt som transportskib. Overlevede ikke krigen.